# Norbert Scherer
Norbert Scherer (* 19. März 1943 in Deutschland; † 30. Juli 2020) war deutscher Filmarchitekt.

## Leben und Wirken
Scherer hatte zehn Semester Bühnenbild studiert und war anschließend, 1966, als Filmarchitekt und Szenenbildner zur Film- und Fernsehbranche gestoßen. Nebenbei sammelte er praktische Erfahrungen beim Messebau und am Theater. Der Durchbruch gelang ihm 1978, als Rainer Werner Fassbinder ihn für die Filmbauten zu seiner Erfolgsinszenierung Die Ehe der Maria Braun holte. Für die dort gezeigte Leistung erhielt Scherer, zusammen mit Helga Ballhaus, das Filmband in Gold. Es folgten weitere Kooperationen mit so bedeutenden Regisseuren wie Wolfgang Staudte, Claude Lelouch, Michael Verhoeven und Hans-Christoph Blumenberg. Dreharbeiten führten ihn unter anderem bis nach Frankreich, Italien, Österreich, Spanien, Dänemark und in die Benelux-Staaten. 2006, nach zehn Saarbrücker Folgen für die Tatort-Krimireihe  der ARD beendete der viele Jahre lang in Köln lebende Scherer seine Tätigkeit als Filmarchitekt.
Norbert Scherer verstarb am 30. Juli 2020 im Alter von 77 Jahren und wurde am 19. August 2020 im Friedwald Bad Münstereifel beigesetzt.

## Filmografie
- 1978: Die Ehe der Maria Braun
- 1979: Neues vom Räuber Hotzenplotz
- 1979: Kalte Heimat
- 1981: Auf Schusters Rappen
- 1983: Die Spider Murphy Gang
- 1983: Is was, Kanzler?
- 1984: Der Tod des weißen Pferdes
- 1985: Der weiße Weg
- 1985: Killing Cars
- 1987: Verlierer
- 1987: Tatort: Salü Palu
- 1988: Da Capo
- 1988: Der Löwe
- 1988: Tatort: Winterschach
- 1989: Der Weg nach Lourdes
- 1989: Herzversagen
- 1990: Der achte Tag
- 1990: Ein Fall für zwei (vier Episoden dieser Krimiserie)
- 1991: Pizza Colonia
- 1991: Ins Blaue
- 1991: Sie und Er
- 1992: Schwarze Hochzeit
- 1992: Schuld war nur der Bossa Nova
- 1993: Das Siegel des Todes
- 1994: Der Prinz und der Prügelknabe
- 1994: Die Wache (26 Folgen dieser Krimiserie)
- 1996: Das tödliche Auge
- 1997: Tatort: Der Entscheider
- 1997: Die Rättin
- 1997: Mayday – Flug in den Tod
- 1997: Barracuda – Vorsicht Nachbar!
- 1998: Eine Sünde zuviel
- 1998: Alptraum im Airport
- 1999: Tatort: Strafstoß
- 2000: Zwei vom Blitz getroffen
- 2000: Liebestod
- 2001: Kleiner Mann sucht großes Herz
- 2001: Investigating Sex
- 2001: Tatort: Du hast keine Chance
- 2001: Tatort: Zielscheibe
- 2002: Flitterwochen im Treppenhaus
- 2003: Tatort: Veras Waffen
- 2004: Tatort: Teufel im Leib
- 2006: Tatort: Aus der Traum
- 2006: Neger, Neger, Schornsteinfeger!

## Einzelbelege
1. ↑  Traueranzeige seiner Familie in Druckausgabe Kölner Stadt-Anzeiger Nr. 183 Samstag/Sonntag, 8./9. August 2020

| Personendaten    | Personendaten           |
| ---------------- | ----------------------- |
| NAME             | Scherer, Norbert        |
| KURZBESCHREIBUNG | deutscher Filmarchitekt |
| GEBURTSDATUM     | 19. März 1943           |
| GEBURTSORT       | Deutschland             |
| STERBEDATUM      | 30. Juli 2020           |